# Tristan de Villelongue
Tristan de Villelongue, né le 11 juin 1562 aux Alleux (Ardennes) et mort le 11 juin 1631 à Bucilly (Aisne), est un docteur en théologie, conseiller d'état, député religieux et prédicateur du roi Henri IV.
Issu d'une famille du diocèse de Reims, Tristan de Villelongue fut atteint de cécité dès sa sixième année.
Le 11 juin 1578, il entre à l’abbaye de Laval Dieu pour devenir abbé deux ans plus tard.
Le 11 juin 1590, il obtint le grade de docteur en théologie à Paris. Henri IV fit de lui son prédicateur privilégieux.
En 1595, il fut appelé à l’administration de l’abbaye de Bucilly. Il fit formé trois religieux auprès du réformateur Servais de Lairuelz, à Pont-à-Mousson.
En 1597, il fut ordonné sous-diacre par Valentin Douglas, évêque de Laon.
Le 17 décembre 1598, il fut nommé prédicateur ordinaire du roi Henri IV par Renaud de Beaune, archevêque de Bourges.
En 1605, il publia un ouvrage, dédié au Roi ., dans lequel il dénonça la doctrine du ministre protestant Daniel Tilenus.
Il meurt le 11 juin 1631, jour qu'il avait appris à regarder comme un jour heureux, avec comme successeur Roger de Villelongue, son neveu.